# Pfalz-Simmern
Pfalz-Simmern var en gren af fyrsteslægten Wittelsbach. Grenens medlemmer var efterkommere af den tyske konge Ruprecht 3. af Pfalz. De seks kurfyrster, der regerede mellem 1559 og 1685 tilhørte slægtsgrenen Pfalz-Simmern.

## Kurfyrster og andre fremtrædende medlemmer af slægten Pfalz-Simmern
- kurfyrste og tysk konge Ruprecht 3. af Pfalz, kurfyrste 1398 – 1410, konge 1400 – 1410.
- pfalzgreve Stefan af Pfalz-Simmern-Zweibrücken i 1410 – 1459.
- pfalzgreve Frederik 1. af Pfalz-Simmern-Sponheim i 1459 – 1480.
- pfalzgreve Johan 1. af Pfalz-Simmern i 1480 – 1509.
- pfalzgreve Johan 2. af Pfalz-Simmern i 1509 – 1557.
- kurfyrste Frederik 3. af Pfalz, pfalzgreve fra 1557, kurfyrste i  1559 – 1576.
- kurfyrste Ludvig 4. af Pfalz, kurfyrste i 1576 – 1583.
- kurfyrste Frederik 4. af Pfalz, gift med Louise Juliana af Oranje-Nassau (en datter af Vilhelm den Tavse), Frederik 4. var kurfyrste i  1583 – 1610.
- kurfyrste Frederik 5. af Pfalz, Vinterkongen (konge af Bøhmen 26. august 1619 – 8. november 1620), gift med Elizabeth Stuart (datter af kong Jakob 6. af Skotland og 1. af England og Anna af Danmark, dronning Skotland og England, datterdatter af Frederik 2. af Danmark-Norge)
- kurfyrste Karl 1. Ludvig af Pfalz i 1648 – 1680.
- kurfyrste Karl 2. af Pfalz, gift med Vilhelmine Ernestine af Danmark-Norge (en datter af Frederik 3. af Danmark-Norge), Karl 2. var kurfyrste i  1680 – 1685.
- prinsesse Liselotte af Pfalz, gift med Philippe af Frankrig, Hertug af Orléans (kong Ludvig 14. af Frankrigs yngre bror). Liselotte levede i 1652 – 1722.

## Den Pfalziske Arvefølgekrig
Efter Karl 2.s død i 1685 blev Pfalz besat af Ludvig 14. af Frankrig. Dette skete officielt for at sikre svigerinden Liselotte af Pfalz's arv. Den Pfalziske Arvefølgekrig (1688–1697) kom til at vare i ni år, og krigen er også kendt som Niårskrigen.
For Frankrig betød Niårskrigen blandt andet, at landet måtte opgive kontrollen over Lorraine, men at landet i stedet sikrede sig kontrollen med Alsace og Strasbourg.
Under krigen havde den franske besættelsesmagt tvangsindført den katolske religion i Pfalz. Ved fredsslutningen måtte de tyske magter acceptere, at katolicismen fremover skulle være statsreligion i Pfalz, og at kurfyrsterne i i Pfalz derefter skulle være katolikker. Dermed sluttede Pfalz's tid som en calvinistisk-luthersk højborg.

## Ophør i 1685
Efter Karl 2.s død i 1685 blev titlen som kurfyste arvet af Filip Vilhelm af Pfalz-Neuburg, men dette blev dog først internationalt anerkendt syv år efter Filip Vilhelms død. Anerkendelsen kom, da Den Pfalziske Arvefølgekrig sluttede i 1697.